# Kaoni
El kaoni és un àtom exòtic que consisteix en un estat lligat de dos mesons kaons carregat positivament i negativa, respectivament.
El kaoni, que es pot considerar com el "germà" gran del pioni, no s'ha observat experimentalment i s'espera que tingui una vida mitjana curta de l'ordre de 10-18 segons.